# Прашћари
Прашћари (хрв. Prašćari, итал. Prazzari) су насељено место у општини Вишњан, Истарска жупанија, Хрватска.

## Историја
До територијалне реорганизације у Хрватској били су у саставу старе општине Пореч.

## Становништво
У попису становништва из 2011. године, Прашћари су имали 17 становника.
| Број становника према пописима | Број становника према пописима | Број становника према пописима | Број становника према пописима | Број становника према пописима | Број становника према пописима | Број становника према пописима | Број становника према пописима | Број становника према пописима | Број становника према пописима | Број становника према пописима | Број становника према пописима | Број становника према пописима | Број становника према пописима | Број становника према пописима | Број становника према пописима |
| ------------------------------ | ------------------------------ | ------------------------------ | ------------------------------ | ------------------------------ | ------------------------------ | ------------------------------ | ------------------------------ | ------------------------------ | ------------------------------ | ------------------------------ | ------------------------------ | ------------------------------ | ------------------------------ | ------------------------------ | ------------------------------ |
| 1857                           | 1869                           | 1880                           | 1890                           | 1900                           | 1910                           | 1921                           | 1931                           | 1948                           | 1953                           | 1961                           | 1971                           | 1981                           | 1991                           | 2001                           | 2011                           |
| 0                              | 0                              | 64                             | 0                              | 0                              | 0                              | 0                              | 0                              | 62                             | 39                             | 47                             | 38                             | 32                             | 21                             | 22                             | 17                             |

Напомена: Године 1857, 1869. и од 1890. до 1931. подаци се налазе у насељу Бриг (Вижинада). Године 1880. исказивано као део насеља.